# Odense kommun
Odense kommun ligger i Region Syddanmark, på ön Fyn i Danmark. Kommunen har 186 745 invånare (2007) och en yta på 304,34 km². Centralort är landets tredje största stad, Odense.

## Socknar
1. Allesø socken
2. Lumby socken
3. Næsbyhoved-Broby socken
4. Korups socken
5. Næsby socken
6. Fredens socken
7. Sedens socken
8. Agedrups socken
9. Ubberuds socken
10. Paarups socken
11. Bolbro socken
12. Hans Tausens socken
13. Sankt Hans socken
14. Vor Frue socken
15. Vollsmose socken
16. Åsums socken
17. Ansgars socken
18. Sankt Knuds socken
19. Thomas Kingos socken
20. Munkebjerg socken
21. Korsløkke socken
22. Sanderums socken
23. Dalums socken
24. Brændekilde socken
25. Bellinge socken
26. Dyrups socken
27. Hjallese socken
28. Tornbjergs socken
29. Fraugde socken
30. Fangels socken
31. Stenløse socken
32. Højby socken
33. Allerups socken
34. Davinde socken
35. Stige socken

## Politik

### Val till kommunfullmäktige
| Parti | Parti                                            | 2005   | 2005    | 2001   | 2001   |
| Parti | Parti                                            | Röster | Mandat  | Röster | Mandat |
| ----- | ------------------------------------------------ | ------ | ------- | ------ | ------ |
| A     | Socialdemokraterne                               | 32 972 | 10 (-4) | 54 845 | 14     |
| B     | Det Radikale Venstre                             | 3 915  | 1       | 3 323  | 1      |
| C     | Det Konservative Folkeparti                      | 36 010 | 11 (+6) | 19 334 | 5      |
| D     | Centrum-Demokraterne                             | 102    | 0       | —      | —      |
| F     | Socialistisk Folkeparti                          | 8 786  | 2       | 7 763  | 2      |
| G     | Grundejerlisten                                  | 389    | 0       | —      | —      |
| I     | Frit Danmark - Folkebevægelsen mod Indvandringen | 161    | 0       | —      | —      |
| K     | Arbejderpartiet Kommunisterne                    | —      | —       | 75     | 0      |
| K / Q | Kristendemokraterne / Kristeligt Folkeparti      | 276    | 0       | 978    | 0      |
| N     | Borgerlisten i Odense                            | 391    | 0       | 653    | 0      |
| O     | Dansk Folkeparti                                 | 4 511  | 1       | 6 139  | 1      |
| T     | Tvivlspartiet                                    | —      | —       | 111    | 0      |
| U     | Demokratisk Fornyelse                            | —      | —       | 34     | 0      |
| V     | Venstre                                          | 6 853  | 2 (-3)  | 16 943 | 5      |
| Z     | Fremskridtspartiet                               | —      | —       | 234    | 0      |
| Ø     | Enhedslisten                                     | 6 616  | 2 (+1)  | 6 418  | 1      |